# Dyspyralis illocata
Dyspyralis illocata är en fjärilsart som beskrevs av W. Warren 1891. Dyspyralis illocata ingår i släktet Dyspyralis och familjen nattflyn. Inga underarter finns listade i Catalogue of Life.